# میساک مانوشیان
میساک مانوشیان (ارمنی: Միսաք Մանուշեան؛ فرانسوی: Missak Manouchian‎؛ ۱ سپتامبر ۱۹۰۶ – ۲۱ فوریهٔ ۱۹۴۴) شاعر، و روزنامه‌نگار اهل ارمنستان-فرانسه بود که در ۳۷ سالگی توسط جوخه مرگ در گورستان پاریسین دیوری در منطقه ایوری سور سن (Cimetière parisien d'Ivry, Ivry-sur-Seine) پاریس اشغال شده اعدام شد.
میساک مانوشیان شاعر و فعال کمونیست یکی از نجات‌یافتگان نسل‌کشی ارمنی‌هاست که از دوران کودکی در سال ۱۹۲۵ از لبنان به فرانسه نقل مکان کرد. او یک ادیب ارمنی و فعال کمونیست بود. در جنگ جهانی دوم مشاور نظامی گروه اف ت پ موا بود. این گروه که در پاریس مستقر بود از مهاجران اروپایی و یهودیان تشکیل شده بود و در ترور و عملیات نظامی علیه نازی‌ها دست داشت. بنا به گفته یک نویسنده، گروه مانوشیان فعال‌ترین گروه مقاومت فرانسه بود. مانوشیان و بسیاری از اعضای گروهش در نوامبر سال ۱۹۴۳ به دست نازی‌ها در منطقه فور مون والرین دستگیر و در بیست و یکم فوریه سال ۱۹۴۴ اعدام شدند. او به عنوان قهرمان مقاومت فرانسه شناخته می‌شود.

## زندگی‌نامه
میساک مانوشیان در اول سپتامبر سال ۱۹۰۶ در آدیامان در جنوب ترکیه کنونی که در آن زمان بخشی از امپراتوری عثمانی بود در یک خانواده کشاورز به دنیا آمد. در نسل‌کشی ارمنی‌ها در سال ۱۹۱۵ پدر میساک از نخستین قربانیان بود. مادر میساک به همراه قافلهٔ زنان از آدیامان دور شد ولی در شرایطی سخت از بیماری و گرسنگی جان داد. میساک و برادر بزرگش، کاراپت نجات پیدا کردند و همراه با قافله آوارگان به بیابان‌های سوریه رفتند و در خانواده‌ای از کردهای سوریه پذیرفته شدند.
پس از پایان جنگ، نمایندگان کلیسای ارامنه و کارکنان ارمنی شهر با همکاری صلیب سرخ دو برادر را در اوایل سال ۱۹۲۰ به یتیم خانهٔ بیبلس در شهرجونیه لبنان که در آن زمان مستعمره فرانسه بود فرستادند. این یتیم خانه زیر نظر فرانسوی‌ها اداره می‌شد. وی در آنجا تحصیل کرد و در سال ۱۹۲۵ به فرانسه رفت.
در فرانسه او در پاریس ساکن شد و به عنوان کارگر تراشکار در کارخانه سیتروئن واقع در بارانداز ژاول در منطقهٔ پانزدهم پاریس مشغول بکار شد. برادرش کاراپت بیمار و در بیمارستان بستری شده بود و میساک هر روز در پایان کار به عیادت وی می‌رفت تا اینکه در یکی از روزهای سال ۱۹۲۷ سرپرستار بخش خبر مرگ کاراپت را به او داد.
در آن سال‌ها میساک تحصیلاتش را به صورت فردی ادامه داد و به کتابخانه‌های محله لاتن در پاریس نیز سر می‌زد. در پاریس به کنفدراسیون کار س ژ ت (Confédération Générale du Travail, CGT) یکی از پنج کنفدراسیون‌های مهم فرانسه بود پیوست. در ابتدای سال۱۹۳۰ با فراگیر شدن بحران اقتصادی او شغلش را از دست داد. از سرمایه‌داری زده شد و با پیدا کردن کاری در مجسمه‌سازی زندگی اش را توانست تأمین کند.

## فعالیت‌های سیاسی و ادبی
در سال ۱۹۳۴ مانوشیان به حزب کمونیست فرانسه پیوست. در بین سال‌های ۳۵ تا ۳۷ همان سال نشریه زنگو به زبان ارمنی را با همین نام منتشر کرد. این نشریه علیه فاشیسم، علیه امپریالیسم و به شوروی نزدیک بود.
مانوشیان شعر می‌سرود و با یکی از دوستان ارمنی اش گقام آتماجیان Kégham Atmadjian با نام مستعار SEMA فعالیت ادبی خود را آغاز کرد و به کمک وی دو مجله‌های ادبی Tchank بنام تلاش و فرهنگ Mechagouyt را تأسیس کردند. آن‌ها مقاله‌هایی را نیز در ارتباط با فرهنگ ارمنی به زبان فرانسه منتشر می‌کردند.
این دو مرد جوان اشعار بودلر و ورلن و رمبو را به ارمنی ترجمه می‌کردند و این ترجمه‌ها را برای اولین بار در دسترس مردم ارمنی قرار می‌دادند.
سه ما و مانوشیان هر دو در دانشگاه سوربن ثبت نام کردند تا بتوانند دروسی مانند ادبیات، فلسفه، اقتصاد و تاریخ را درس بدهند.
یک سال بعد مانوشیان به عنوان دبیر کمیته آزادی ارمنستان (HOC) انتخاب شد. این سازمان با جنبش MOI یعنی جنبش نیروی کار مهاجر هم پیمان شد. در سال ۱۹۳۵ در دیدار با کمیته آزادی ارمنستان (HOC) او با همسر آینده‌اش ملینه مانوشیان آشنا شد. ملینه بعدها یکی از همکاران او شد و سپس در سال ۱۹۳۷ با مانوشیان ازدواج کرد. در پایان همین سال میساک به عنوان نماینده در کنگرهٔ نهم حزب کمونیست فرانسه شرکت کرد. ملینه دربارهٔ او می‌نویسد:
«نخستین باری که من قدم به اتاقش گذاشتم، چیزی که بیش از همه مرا تحت تأثیر قرار داد، کاغذهای کوچکی بودند که به دیوار سنجاق شده بودند، روی همهٔ این کاغذهای کوچک، عبارات و جملاتی دیده می‌شدند. در یکی از این نوشته‌ها چنین آمده بود: ‘بسیاری از مردمان خود را در عالم عشق گم می‌کنند، قلیل اند اشخاصی که خود را در این میان بازمی‌یابند؛ باید آموخت، آموخت، آموخت… ’ و بسیاری از این قبیل جملات که اکنون به یاد ندارم. اتاقش از یک تخت خواب تنگ و باریک، یک میز کوچک، دو صندلی و یک گنجهٔ مخصوص لباس تشکیل شده بود. در گوشه‌ای از آن اتاق پرده‌ای وجود داشت که یک دستشویی کوچک و یک اجاق گاز را از نظر پنهان می‌داشت. کنار گنجه و روی یک قفسه، آثار هنری، کتاب‌های سیاسی، دیوان‌های شعر و کتاب‌های داستانی از جمله ژان کریستف اثر نویسندهٔ توانا و مشهور، رومن رولان، دیده می‌شد».

## جنگ جهانی دوم
وقتی که جنگ جهانی دوم در سپتامبر سال ۱۹۳۹ شروع شد، مانوشیان به عنوان یک خارجی از پاریس اخراج شد. او در شهر روئن کاری پیدا کرد و دوباره مشغول به کار شد. در ژوئن سال ۱۹۴۰ او به پاریس بازگشت تا فعالان نظامی اش را پیدا کند و زندگی مخفی اش را شروع کرد. چرا که مقامات فرانسه حزب کمونیست را در سپتامبر سال ۱۹۳۹ ممنوعه اعلام کرده بودند. در ۲۲ ژوئن سال ۱۹۴۱ در زمانیکه حمله اتحاد شوروی به نازیها شروع شد، مانوشیان توسط آلمانی‌های اشغالگر دستگیر شد و به زندانی در منطقه کومپین افتاد ولی با تلاش‌های همسرش ملینه چند هفته بعد بدون اینکه به عملی متهم شود آزاد شد.
مانوشیان به عنوان رهبر سیاسی بخش زیر زمینی جنبش آزادی ارمنستان انتخاب شد. در مورد فعالیت‌های این جنبش تا سال ۱۹۴۳ مطالب کمی منتشر شده‌است. در فوریه همان سال مانوشیان گروه‌های (جنبش نیروی کار مهاجر) و آزادی ارمنستان را به گروهی مسلح تبدیل کرد.
مانوشیان در ژوئن و اوت سال ۱۹۴۳ رهبر این دو گروه شد و جایگزین بوریس هولبن (Boris Holban) شد. مانوشیان ۵۰ رزمنده داشت. گروه او در ۲۸ سپتامبر سال ۱۹۴۳ با ترور ژنرال ژولیوس ریتر اعلام وجود کرد. این ترور را مارسل ریمن، لئوکنه لر (Léo Kneller) و سلستینو آلفونسو (Celestino Alfonso) انجام دادند. گروه مانوشیان از اوت تا نوامبر سال ۱۹۴۳ تقریباً ۳۰ عملیات نظامی موفق را علیه آلمان‌ها انجام دادند.

## دستگیری و اعدام
در شانزده نوامبر سال ۱۹۴۳ پلیس فرانسه که با اشغالگران همکاری می‌کرد گروه مانوشیان را در منطقه آوری پتی بورژ (Évry-Petit Bourg) دستگیر کرد ولی همکار او ملینه توانست از دست پلیس فرار کند. مانوشیان و دیگر رفقای او شکنجه شدند تا اطلاعات گروه را به پلیس بدهند ولی سرانجام آن‌ها به آلمان‌ها تحویل داده شدند. آلمان‌ها با اهداف تبلیغاتی ۲۳ نفر از آن‌ها را قبل از اعدام به یک دادگاه نمایشی آوردند. در ۲۱ فوریه سال ۱۹۴۴ مانوشیان و ۲۱ تن از همکارانش در منطقه ایوری سور سن تیرباران شدند.
او در نامه‌اش به ملینه نوشت همه را می‌بخشد بجز کسانی که خیانت کردند و ما را فروختند تا جان خودشان را حفظ کنند. گفته می‌شود که گروه مانوشیان توسط یکی از اعضای گروه بنام جوزف داویدویچ که توسط نازی‌ها دستگیر و شکنجه شده بود لو رفته‌است. این فرد بعد از خیانت توسط آلمان‌ها با گلوله کشته شد. بعضی از بازماندگان این گروه عقیده دارند که لو رفتن آن‌ها به دلیل خیانت حزب کمونیست فرانسه بوده‌است.
در دسامبر سال ۲۰۰۹ عکس رزمندگان در مقاومت فرانسه که در مقابل جوخه‌های اعدام نازی‌ها قرار گرفته‌اند، منتشر شد. سرژ کلاسفلد (Serge Klarsfeld) یکی از رزمنده‌های گروه مانوشیان در این عکس شناسایی شد. در ژوئن سال ۲۰۱۰ این عکس در منطقه فور مون والرین فرانسه به نمایش گذاشته شد.

## میراث و ادای احترامات

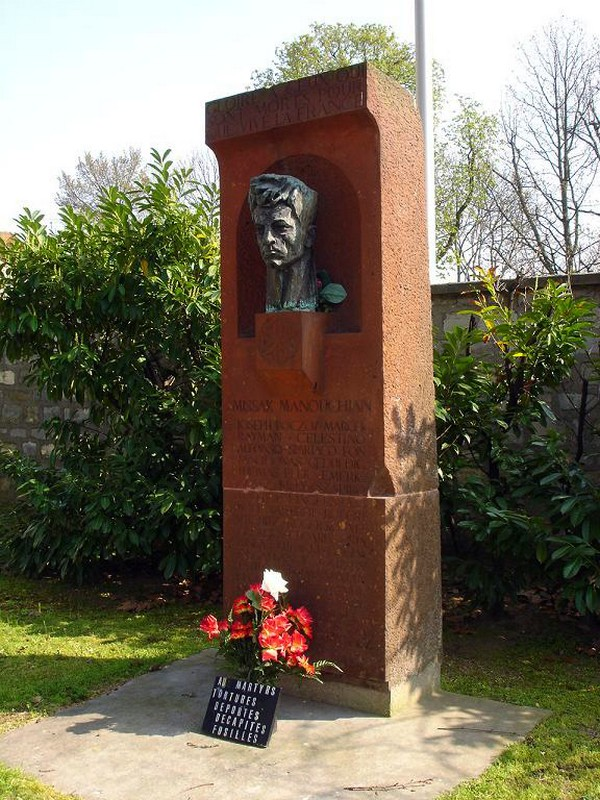
یک مجسمه از مانوشیان در گورستان نظامیان ایوری سور سن پاریس (Ivry-sur-Seine)

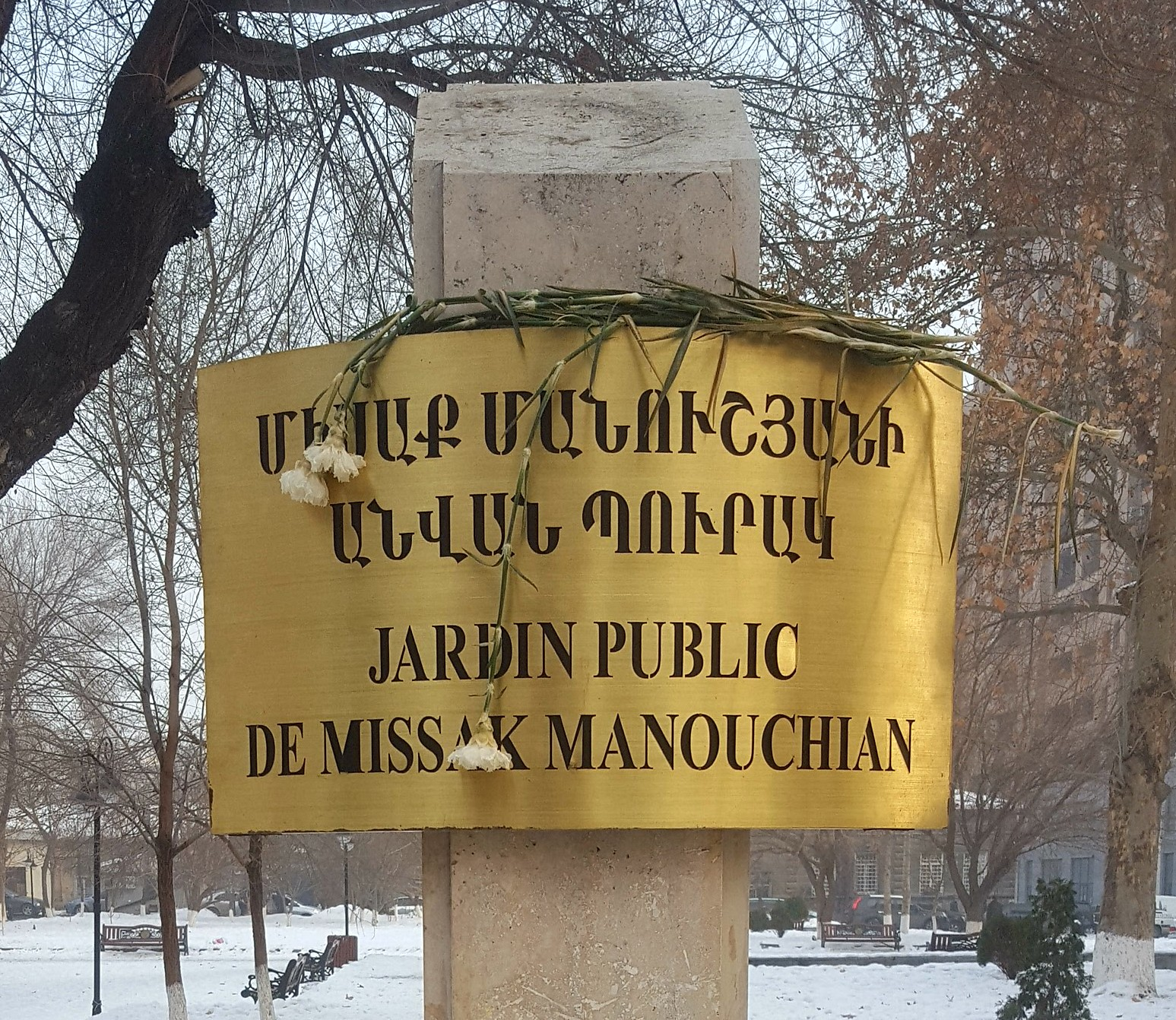
پارک میساک مانوشیان در مرکز ایروان

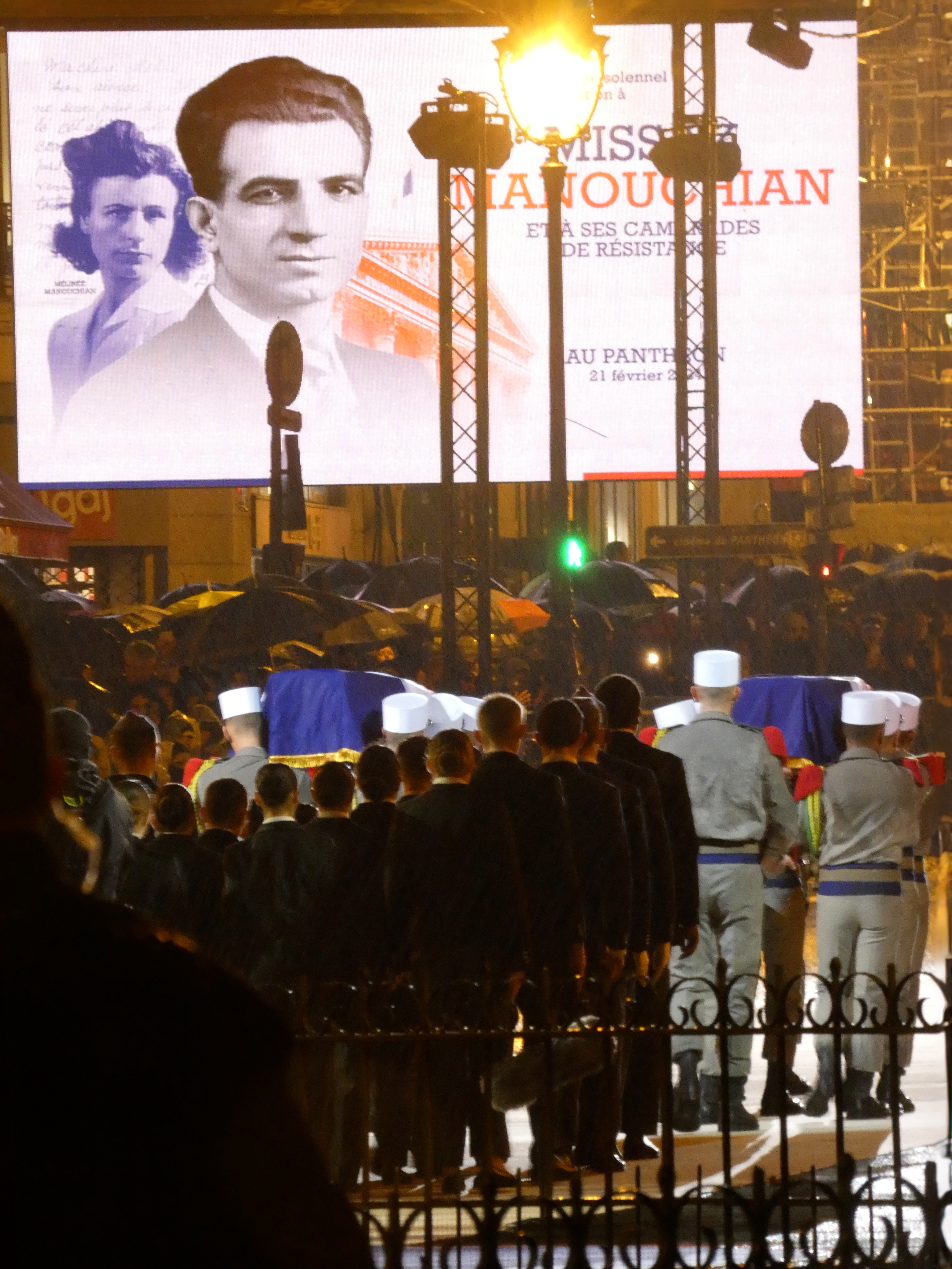
مراسم انتقال میساک و ملینه مانوشیان به پانتئون، ۲۱ فوریه ۲۰۲۴

مانوشیان در روابط میان ارمنستان و فرانسه چهره‌ای برجسته و مشترک است.
بعد از جنگ دوم جهانی، ارمنی‌ها به خاطر نقشی که مانوشیان در مقاومت ضد نازی در فرانسه بازی کرده بود مورد احترام قرار گرفتند. در سال ۱۹۴۷ مدرسه‌ای ارمنی در ایروان ساخته شده بود ولی در سال ۱۹۶۳ این مدرسه بنام مانوشیان نامگذاری شد.
در پنجم مارس سال ۱۹۵۵ یک خیابان در منطقه بیستم پاریس بنام گروه مانوشیان نامگذاری شد (Rue du Groupe-Manouchian).
از ششم مارس تا بیست و نهم ژوئیه سال ۲۰۰۷ نمایشگاهی به احترام مانوشیان در موزه ژان مولن در پاریس برگزار شد.
در سال ۱۹۷۸ یک مجسمه از مانوشیان در گورستان نظامیان ایوری سور سن پاریس که به‌دست آرا هاروتیونیان ساخته شده بود نصب شد.
در ۲۲ فوریه سال ۲۰۰۹ یک تابلو یادبود مانوشیان در کوچه پلزانس در منطقه چهاردهم پاریس نصب شد. هتل قدیمی که در این کوچه قرار داشت جزو ملک همسر او ملینه مانوشیان بود.
در بیستم فوریه سال ۲۰۱۰ مجسمه نیم تنه مانوشیان در میدانی در شهر مارسی در جنوب فرانسه نصب شد.
در بیست و یکم فوریه سال ۲۰۱۰ یک مجسمه نیم تنه مانوشیان در ایسی-له-مولینو توسط شهردار این شهر آندره سانتینی نصب شد.
در بیست و یکم فوریه سال ۲۰۱۴ در هفتادمین سالگرد اعدام مانوشیان و گروهش مراسم بزرگداشتی در فور مون والرین برگزار شد. برجسته‌ترین شخصیتهای شرکت‌کننده در این مراسم فرانسوا اولاند رئیس‌جمهور فرانسه و وزیر خارجه ارمنستان، ادوارد نالباندیان و شارل آزناوور خواننده ارمنی-فرانسوی را می‌توان نام برد.
در سیزدهم مارس سال ۲۰۱۴ پارک میساک مانوشیان در ایروان پایتخت جمهوری ارمنستان تأسیس شد و فرانسوا اولاند و سرژ سارگسیان در مراسم افتتاح این پارک شرکت کردند.
میساک مانوشیان و همسرش ملینه در ۲۱ فوریه ۲۰۲۴ برای بزرگداشت هشتادمین سالگرد اعدام او در پانتئون به خاک سپرده شدند. او اولین مبارز خارجی مقاومت و اولین کمونیست بود که وارد پانتئون شد.

## در فرهنگ عامه
در سال ۱۹۵۵ لویی آراگون شعری بنام استروف‌هایی برای بخاطر آوردن «Strophes pour se souvenir» سرود. این شعر از آخرین نامه مانوشیان به همسرش ملینه الهام گرفته بود. در سال ۱۹۵۹ لئو فره (Léo Ferré) ترانه‌ای برای این شعر تنظیم کرد و با نام آفیش سرخ «L'Affiche rouge» ضبط شد.